# Turbulent (Schiff, 1916)
Die Turbulent, auch HMS Turbulent, war ein Zerstörer der Talisman-Klasse der britischen Marine. Das Boot sollte ursprünglich Ogre heißen, wurde aber noch während des Baues am 15. Februar 1915 umbenannt und erhielt wie die drei Schwesterschiffe einen mit einem T beginnenden Namen. 

Sie sank am 1. Juni 1916 in der Schlussphase der Skagerrakschlacht unter Verlust der gesamten Besatzung nach nur 20 Tagen aktiver Dienstzeit.

## Baugeschichte
Die Talisman-Klasse war eine Serie von vier Zerstörern, deren Bau nach einem privaten Entwurf der Werft Hawthorn, Leslie & Company in Hebburn nahe Newcastle bei Ausbruch des Ersten Weltkriegs für die Türkische Marine vorbereitet wurde. Die Bauplanungen  wurden von der Royal Navy übernommen und für den Kriegseinsatz fertiggestellt. Entgegen den ursprünglich von der Royal Navy vorgesehenen Namen Napier, Narborough, Offa und Ogre erhielten die vier Boote im Februar 1915 Namen, die mit „T“ begannen.
Die Boote der Talisman-Klasse waren bei geringerem Tiefgang länger als ihre Zeitgenossen von der Royal Navy. Aufgrund ihrer Größe wurden sie häufig als Flottillenführer eingesetzt. Mit fünf 102-mm-Geschützen waren sie für ihre Zeit und Klasse schwer bewaffnet. Abweichend von den Entwürfen der Royal Navy und allenfalls vergleichbar mit den Flottillenführern der ursprünglich für Chile bestimmten Faulknor-Klasse und dem Einzelexemplar HMS Swift war die Platzierung von zwei nebeneinander angeordneten Geschützen auf dem Vorderdeck. Die restlichen Geschütze waren zwischen dem ersten und zweiten Schornstein, hinter der Plattform für den Suchscheinwerfer und auf einem Podest auf dem Achterdeck montiert. Alle Geschütze waren durch Halbschilde geschützt.

## Einsatzgeschichte
Die Turbulent war als letztes Boot der Klasse erst am 12. Mai 1916 in Dienst gestellt worden. Sie gehörte zu einer kombinierten Flottille, die von den in Harwich stationierten 9. und 10. Zerstörerflottillen gebildet worden war, um die Schlachtkreuzer des 2. Schlachtkreuzergeschwaders zu schützen. Geführt von Commander Goldsmith auf der HMS Lydiard gehörten zu dieser Flottille außer der Turbulent ihr ebenfalls erst seit kurzer Zeit im Dienst befindliches Schwesterboot HMS Termagant, die Zerstörer Landrail, Laurel und Liberty der L-Klasse sowie die Moorsom und Morris der Admiralty M-Klasse. Die Flottille bildete in der Nacht die westlichste Einheit der britischen Flotte zusammen mit vier Booten der 13. Zerstörerflottille, die sich zufällig angehängt hatten und ihre Torpedos während der Taggefechte verschossen hatten, als sie in das deutsche I. Geschwader fast hineinlief. Die deutschen Schiffe durchbrachen die Zerstörerlinie, wobei das Spitzenschiff, die Westfalen, den Zerstörer HMS Petard mit seiner Mittelartillerie traf und die HMS Turbulent durch Rammstoß um 2:05 Uhr versenkte. Sie sank sofort mit ihrer Besatzung von 90 Mann.
Der Untergangsort der Turbulent ist heute ein geschützter Platz nach dem Protection of Military Remains Act von 1986.